# Ägophonie
Die Ägophonie gehört wie der Stimmfremitus und Bronchophonie zu den Untersuchungstechniken der Lunge und basiert auf einer Änderung der Leitfähigkeit des Lungengewebes wie bei einer Pneumonie.
Durch eine Infiltration des Lungengewebes verschiebt sich die Übertragung der Stimmobertöne insbesondere von vokalreichen Wörtern und bekommt durch die selektive Übertragung einen „blökenden“ Charakter (griechisch-neulateinisch; „Ziegenstimme“).
Der Untersuchungsbefund hinsichtlich einer Ägophonie ist bei einem Patienten positiv, wenn das ausgesprochene „I“ des Patienten sich in der Auskultation der Lunge durch das Stethoskop des Untersuchers als „A“ wahrgenommen wird (u. a. bei einem pneumonischen Infiltrat).